# Хермес Метод
ХЕРМЕС (Методология за управляване на проекти) е акроним, който се превежда буквално Ръководство за Електронните Центрове на Федерацията, Методология за Разработване на Системи. Методологията се прилага от 1986 задължително във всеки ИТ проект в швейцарската федерална обществена администрация. Притежател на правата върху методологията както и отговорен за понататъшното му развитие е Федералната Служба за Управление на IT (www.isb.admin.ch).

## История
Методологията Хермес е създадена през 1975 г. След основна преработка става задължителна за всички ИТ проекти във федералната обществена администрация. Прилага се доброволно и в кантонални администрации, както и в частни фирми, работещи по поръчка на държавни иснтитуции.

## Актуална версия
Актуалната версия е 5.1, след опростяване на версия 5.
Хермес познава следните елементи:
- 5 сценарии – напр. разработване на софтуер по индивидуални изисквания
- 4 фази – инициализиране, концепция, реализиране, въвеждане
- 3 типа партньори в проекта – потребители, разработчици, оператори
- 3 йерархични нива – контрол, ръководство, изпълнение
- роли
- задачи
- резултати
- модули – тематично групиране на задачи и резултати за всяка фаза от проекта

## Сертификати
Следните сертификации са възможни:
- HERMES – Foundation Level за сътрудници в проекта, „мултипъл чойс“, безсрочен

- HERMES – Advanced Levelза ръководители на проекти с опит сертификатът трябва да се поднови след 3 г.
- HERMES – Advanced Level (подновяване на сертификата).